# Zeinebou Mint Taleb Moussa
 (mai 2023).
Zeinebou Mint Taleb Moussa (en arabe : زينب منت طالب موسى) est une militante pour les droits des femmes en Mauritanie. Elle lutte notamment contre les violences sexuelles en tant que fondatrice d'El Wafa, centre de victimes, et en tant que présidente de l'organisation non gouvernementale Association mauritanienne pour la santé de la mère et de l'enfant (AMSME).

## Carrière
Mint Taleb Moussa suit une formation de sage-femme et travaille au ministère mauritanien de la Santé. En 2000, avec d'autres sages-femmes, elle crée l'AMSME, pour éduquer les femmes sur la santé et les droits liés à la reproduction. Au début de leur travail, elles décidèrent d'aborder le sujet de la violence sexuelle. Ainsi, en 2001, elle fonde le centre El Wafa à Nouakchott pour venir en aide aux victimes de viols et d'agressions sexuelles ,.
En 2016, le président de la Mauritanie, membre du Mécanisme national pour la prévention de la torture. Elle est aussi conseillère pour le Fonds mondial pour les femmes.
Mint Taleb Moussa travaille avec d'autres dirigeants mauritaniens pour rédiger de nouvelles lois concernant le viol, qui n'est pas spécifiquement reconnu par la loi .

## Récompenses et honneurs
- OkayAfrica 100 femmes, 2017[6].
- Femme de courage en Mauritanie pour l'année 2017, présenté par l'ambassadeur des États-Unis en Mauritanie, 2017[7].